# Malenski Vrh
Malenski Vrh – wieś w Słowenii, w gminie Gorenja vas-Poljane. W 2018 roku liczyła 53 mieszkańców.